# 国鉄ミム1形貨車
国鉄ミム1形貨車（こくてつミム1がたかしゃ）は、かつて日本国有鉄道（国鉄）およびその前身である鉄道省等に在籍した水運車（水槽車）である。
本形式と同時期に同種類の種車を改造したミラ10形についても本項目で解説する。

## ミム1形
1927年（昭和2年）4月中旬に廃車となった9700形蒸気機関車の炭水車を種車として14 t 積み水運車6両が大宮工場にて製作された。形式名はホミ390形と定められたが、1928年（昭和3年）5月の車両称号規程改正によりミム1形（ホミ390 - ホミ395→ミム1 - ミム6）に変更された。落成後全車東京鉄道局に配属されたが後に広島鉄道局、門司鉄道局へ移動した車両もある。
塗色は、黒であり、寸法関係は全長は6,920 mm、全幅は2,462 mm、全高は2,665 mm、軸距は2,584 mm、自重は12.2 t、換算両数は積車3.0、空車1.4である。
1951年（昭和26年）に最後まで在籍した車両が廃車となり同時に形式消滅となった。

## ミラ10形
1931年（昭和6年）3月下旬に廃車となった9300形蒸気機関車の炭水車を種車として17 t 積み水運車5両が大宮工場にて製作された。形式名はミラ10形（ミラ10 - ミラ14）に定められた。落成後全車仙台鉄道局に配属されたが後に札幌鉄道局、新潟鉄道局、広島鉄道局、門司鉄道局へ移動した車両もある。
塗色は、黒であり、寸法関係は全長は6,750 mm、全幅は2,440 mm、全高は2,660 mm、軸距は3,260 mm、自重は14.2 t - 14.4 t、換算両数は積車3.0、空車1.4である。
1957年（昭和32年）6月27日に最後まで在籍したミラ13が廃車となり同時に形式消滅となった。